# Айчичек, Левент
Леве́нт Айчиче́к (нем. Levent Ayçiçek; 12 февраля 1994, Нинбург, Нижняя Саксония, Германия) — немецкий футболист, полузащитник клуба «Бандырмаспор».

## Биография
Левент Айчичек рождён от смешанного брака немки и турка. Имеет старшую сестру, а также старшего брата-футболиста Дениза 1990 года рождения, выступающего за «Дуйсбург».

### Клубная карьера
Изначально Айчичек вместе с братом Денизом обучались в футбольной школе Ребурга, пока не заключили юношеские контракты с юниорской командой «Ганновера» в 2005 году. В отличие от брата, игравшего за нижнесаксонцев до 2013 года, Левент в 2008 году перешёл в «Вердер». 14 сентября 2013 года Айчичек дебютировал в Бундеслиге в домашней игре против «Айнтрахта».
В сезоне 2015/16 Айчичек на правах аренды перешёл в «Мюнхен 1860». А летом 2017 года присоединился к «Гройтер Фюрту». 
В 2019 году Левент Айчичек переехал в Турцию, подписав контракт с клубом «Адана Демирспор».

### Карьера в сборной
Участвовал в чемпионате Европы среди юниоров до 17 лет 2011 года в Сербии и чемпионате мира этого же года в Мексике, где вместе со сборной Германии занял два третьих места.